# Балыкты (Акмолинская область)
Балыкты́ (каз. Балықты, до 2008 г. — Ржищево) — село в Ерейментауском районе Акмолинской области Казахстана. Входит в состав Тургайского сельского округа. Код КАТО — 114659300.

## География
Село расположено возле одноимённого озера, в южной части района, на расстоянии примерно 25 километров (по прямой) к востоку от административного центра района — города Ерейментау, в 15 километрах к югу от административного центра сельского округа — села Тургай.
Абсолютная высота — 320 метров над уровнем моря.
Ближайшие населённые пункты: аул Карагайлы — на севере, аул Тайбай — на востоке.

## Население
В 1989 году население села составляло 400 человек (из них украинцы — 47 %).
В 1999 году население села составляло 324 человека (151 мужчина и 173 женщины). По данным переписи 2009 года, в селе проживали 222 человека (112 мужчин и 110 женщин).
| Численность населения | Численность населения | Численность населения |
| 1989                  | 1999                  | 2009                  |
| --------------------- | --------------------- | --------------------- |
| 400                   | ↘324                  | ↘222                  |

## Улицы[6]
- ул. Орталык
- ул. Тын Игерушилер
- ул. Ынтымак